# Stanisław Dunikowski

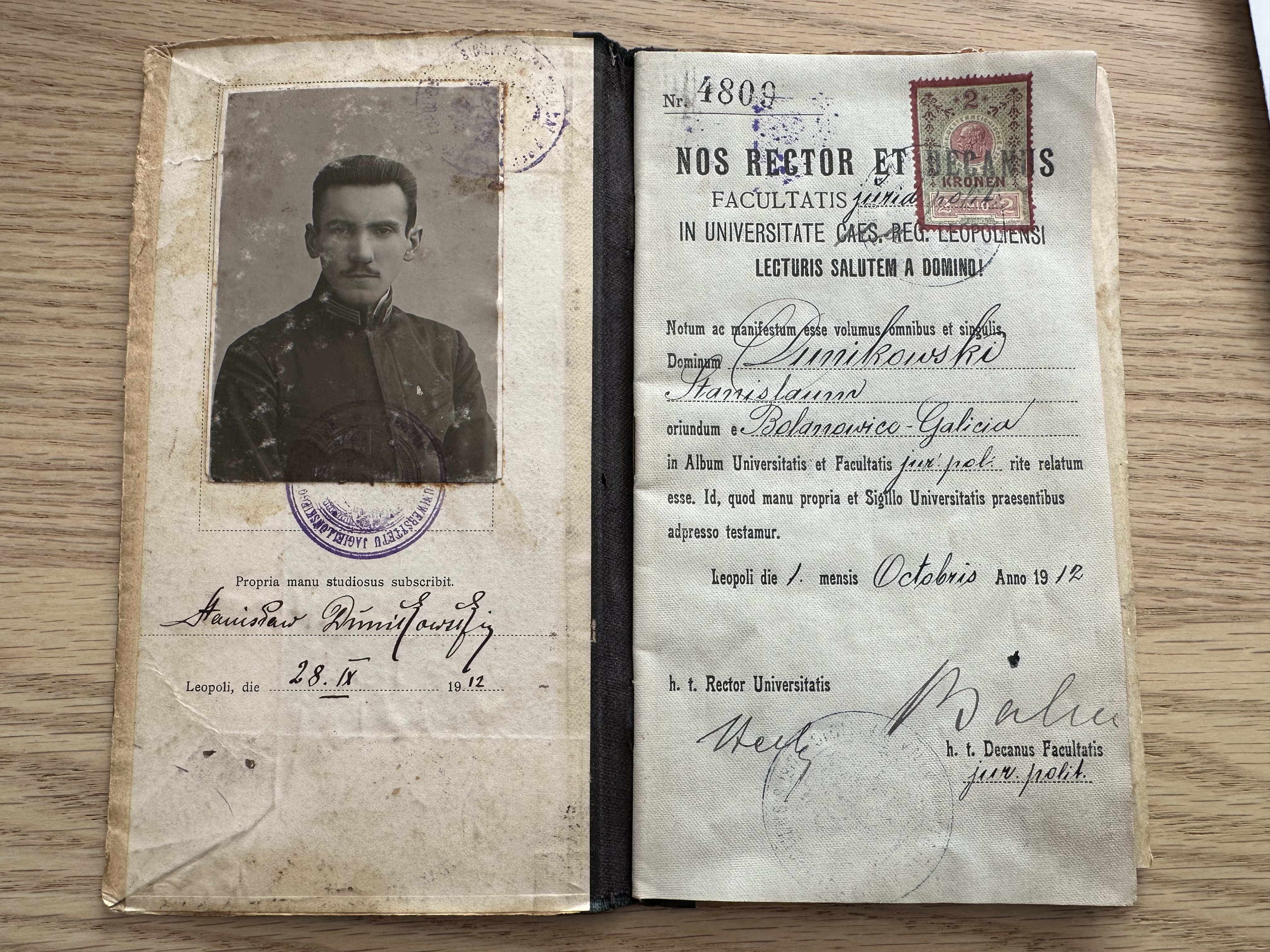
Indeks Stanisława Dunikowskiego

Stanisław Dunikowski (ur. 27 lutego 1893 w Bolanowicach, zm. 16 września 1969 w Niemczech Zachodnich) – polski duchowny rzymskokatolicki.

## Życiorys
Urodził się 27 lutego 1893 w Bolanowicach. W 1912 rozpoczął studia na Uniwersytecie Lwowskim, które przerwał wybuch I wojny światowej w 1914. Powrócił na studia na Uniwersytecie Jana Kazimierza we Lwowie w 1918, a następnie od 1921 studiował na Wydziale Teologicznym Uniwersytetu Jagiellońskiego w Krakowie.
Otrzymał sakrament święceń i został kapłanem rzymskokatolickim. Po wybuchu I wojny światowej był kapelanem Legionów Polskich. Był wikariuszem parafii Niepokalanego Poczęcia Najświętszej Maryi Panny w Spytkowicach. Od 1927 do 1942 był kapłanem w Rabce Zdroju, gdzie posługiwał w zdrojowej kaplicy św. Teresy od Dzieciątka Jezus. W tym czasie był katechetą w Prywatnym Gimnazjum Sanatoryjnym Męskim dr. Jana Wieczorkowskiego w Rabce. Zainicjował powstanie tam domu wypoczynkowego dla zakonnic Zgromadzenia Sióstr Matki Bożej Miłosierdzia z Krakowa. Otrzymał tytuł kanonika. Udzielał się w działalności miejscowego oddziału Polskiego Czerwonego Krzyża. Po wybuchu II wojny światowej i wkroczeniu Niemiec do Rabki, w połowie września 1939 został członkiem rady gminy. W trakcie okupacji niemieckiej zaangażował się w działalność konspiracyjną w ramach Związku Walki Zbrojnej – później Armii Krajowej, był kapelanem Obwodu ZWZ/AK Rabka, którego spotkania odbywano w domu księdza, wilii „Tereska”. W tym czasie organizował pomoc dla poszkodowanych. W związku z tym został aresztowany przez Niemców 28 czerwca 1942. Od 1942 do 1945 był więziony w niemieckich obozach koncentracyjnych Auschwitz-Birkenau, Groß-Rosen, Sachsenhausen, Dachau. Posiadał stopień wojskowy kapitana.
Po wojnie pozostał na emigracji w Niemczech Zachodnich. Posługiwał w Clausthal, w obozie dla Polaków w Bielefeld. Zmarł 16 września 1969.